# Фокусована сонографічна оцінка при травмі

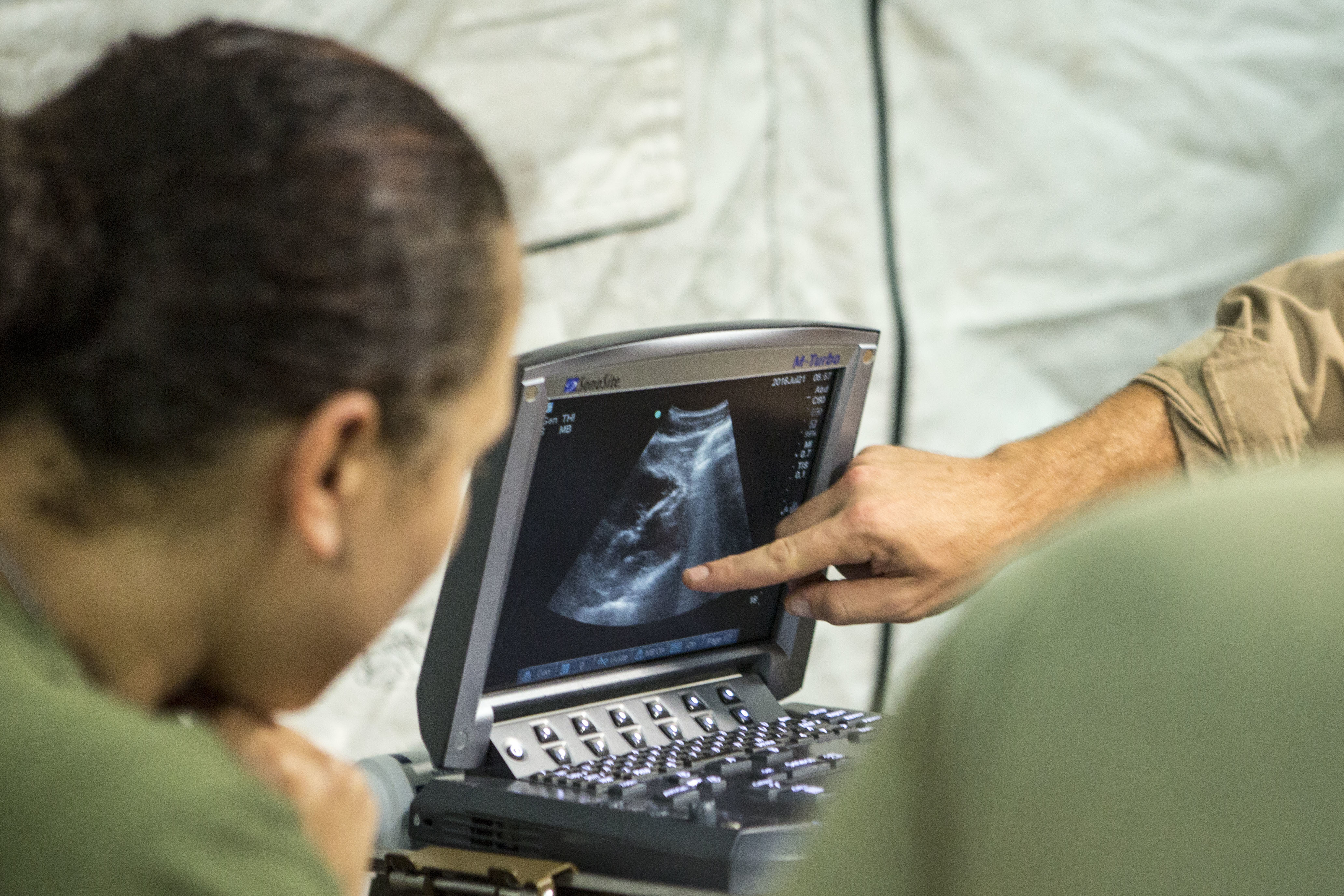
Проведення ультразвукового дослідження по протоколу FAST портативним УЗД-апаратом

Фокусована сонографічна оцінка при травмі (англ. The Focused Assessment with Sonography in Trauma, абревіатура англ. FAST) — це протокол ультразвукового дослідження, розроблений з метою оцінки наявності гемоперикарду (крові в серцевій сумці) та гемоперитонеуму (крові в черевній порожнині). На даний момент найчастіше застосовується саме розширений протокол англ. extended FAST, (скорочено англ. eFAST), коли додатково обстежується плевральна порожнина на наявність пневматораксу або гемоторакса.

## Особливості методу
Травматичне ушкодження є основною причиною смерті серед осіб молодше 45 років. Вісімдесят відсотків травматичних ушкоджень є тупими, більшість смертельних випадків спричинені гіповолемічним шоком. Внутрішньоочеревинна кровотеча виникає у 12 % випадків тупої травми; тому дуже важливо швидко визначити травму. Оптимальний тест має бути швидким, точним і неінвазивним. Впровадження ультразвукової діагностики суттєво вплинуло на оцінку та лікування таких пацієнтів.
Обстеження FAST оцінює перикард і три потенційні простори в черевній порожнині на наявність патологічної рідини. Дослідження FAST дозволяє виявити наявність рідини, яка може бути кров'ю у клінічних умовах, за допомогою візуалізації 10 структур або просторів у 4 областях:
- Перікардіальна область
- Навколопечінкова область
- Навколоселезінкова область
- Тазова область
- Розширений FAST (еFAST) додатково обстежує передню та бічну плевральну порожнину (торакальна проекція) для оцінки наявності пневмотораксу або плеврального випоту, ймовірно, гемотораксу у пацієнтів з травмою.

E-FAST є високочутливим та високоспецифічним дослідженням (особливо у пацієнтів з гіпотонією). Його можна використовувати швидко, неінвазивно, без радіаційного впливу, та повторити за потреби. Завдяки таким перевагам ультразвук по суті замінив діагностичний перитонеальний лаваж (ДПЛ) під час обстеження пацієнтів із травмою.
Позитивний результат еFAST у гемодинамічно нестабільного пацієнта може вказувати на необхідність негайного хірургічного втручання (наприклад, зондової торакостомії, перикардіального вікна, діагностичної лапаротомії).
У пацієнта з гемодинамічною стабільністю еFAST може направити подальше діагностичне тестування.
Хоча невідкладний ультразвуковий протокол E-FAST був розроблений для прискорення допомоги постраждалим пацієнтам, його застосування виявилося ефективним у разі використання портативного апарату УЗД (point-of-care ultrasound — POCUS) для обстеження неушкоджених пацієнтів з гіпотензією з метою виявлення вільної рідини, що утворилася. з інших причин (наприклад, розрив при позаматковій вагітності, аневризм черевної аорти).

## Покази
Показання до обстеження по протоколу eFAST:
- Тупа та/або проникаюча травма живота та/або грудної клітки;[2]
- Недиференційований шок та/або гіпотензія (як частина експрес-ультразвукового дослідження шоку та гіпотензії);[2]
- Для виявлення розриву при позаматковій вагітності;[3]

## Протипокази
Абсолютних протипоказань до eFAST немає. Однак eFAST не повинен відкладати реанімаційні заходи для пацієнтів у екстремальному стані.

## Обладнання
Криволінійний (або абдомінальний) уз-датчик від 2 МГц до 5 МГц використовується для дослідження eFAST, щоб усунути затримки під час перемикання між датчиками. Проте датчик з фазованою решіткою (або серцевий) також ефективний, особливо з парастернальними вікнами. Так само лінійний (або судинний) датчик від 5 МГц до 12 МГц ідеально підходить для оцінки ковзання плеври.
Також потрібен гель для ультразвукових досліджень (нестерильний) або хірургічне мастило на водній основі, та хірургічна рукавичка, що закриває наконечник зонда (забезпечує бар'єрний захист)

## Техніка виконання

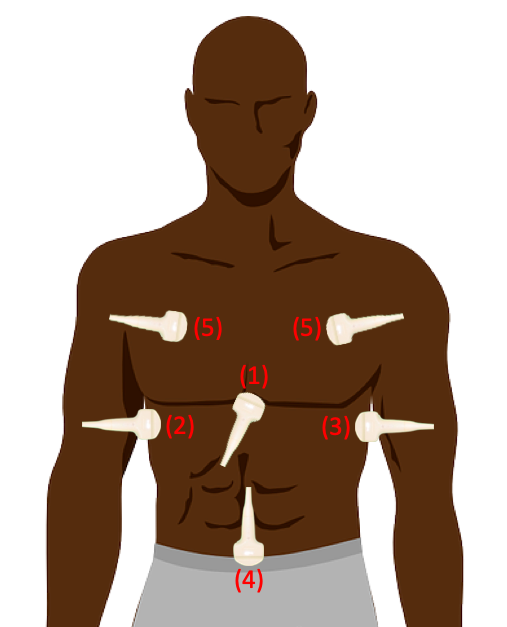
Точки дослідження та їх порядок при протоколі eFAST

Обстеження eFAST виконується в режимі B-режиму реального часу. У положенні пацієнта лежачи на рівні талії досліджуваного скануйте справа від пацієнта. Це дозволить правою рукою постачальника маніпулювати зондом, а лівою регулювати посилення та глибину для оптимізації отримання зображення. Для поперечних зображень розташуйте зонд індикатором праворуч від пацієнта. Для сагітальних зображень індикатор вказує в напрямку голови пацієнта.

### Проекція перикардіальної порожнини (кардіальна проекція)
Розташуйте зонд трохи нижче мечоподібного відростка в поперечній орієнтації. Збільште глибину, щоб побачити весь перикард. Використовуйте печінку як акустичне вікно, щоб покращити зображення. Як правило, неглибокий кут датчика менше 15 градусів необхідний, щоб побачити весь силует серця. Для досягнення такого кута ідеально підходить тримання за верхню частину датчика. Габітус тіла пацієнта може обмежувати підмечоподібне вікно. Нехай пацієнт глибоко вдихне або спробуйте парастернальні вікна, щоб оцінити наявність патологічної перикардіальної рідини.

### Сканування навколопечінкового простору (правий верхній квадрант)
Розташуйте криволінійний зонд уздовж задньої та середньої пахвової лінії між 8 та 11 ребрами, щоб отримати корональний вид межі між печінкою та правою ниркою, відомий як мішок (карман) Моррісона. Проведіть спереду та ззаду, щоб оцінити весь цей простір. Посуньте зонд каудально, щоб оцінити кінчик печінки та правий параколічний жолоб. Переміщайте зонд головою, щоб візуалізувати діафрагму та нижню півторакс, використовуючи печінку як акустичне вікно. Затінення ребер може затьмарювати зображення. Пом'якшіть ці артефакти, повернувши зонд у косе положення. Крім того, якщо пацієнт уважний і готовий співпрацювати, попросіть його зробити глибокий вдих і затримати вдих. Це витіснить внутрішньочеревний вміст нижче ребер, дозволяючи більш повно візуалізувати залежні западини.

### Сканування навколоселезінкового простору (лівий верхній квадрант)
Як правило, структури лівого верхнього квадранта розташовані більш дозаду та в сторону голови, оскільки селезінка, як правило, менша за печінку. Почніть з датчика вздовж задньої пахвової лінії між 6 і 9 ребрами в сагітальній орієнтації. Віялом спереду і ззаду оглянути селезінковий і навколоспленковий простір. Перемістіть датчик в сторону голови, щоб побачити піддіафрагмальний простір і лівий нижній геміторакс. Проведіть каудально, щоб отримати зображення лівого параколічного жолоба.

### Проекція в області тазу (надлобкова)
Знайдіть лобковий симфіз і помістіть поперечно орієнтований датчик безпосередньо до нього. Бажано, щоб сечовий міхур був наповнений, однак, якщо сечовий міхур декомпресований, направляйте зонд каудально. Збільште глибину, щоб візуалізувати простір позаду сечового міхура, де збирається вільна рідина. Проведіть каудально та в сторону голови, щоб отримати повний огляд прямокишкового простору у чоловіків та прямокишкового та міхурово-маткового мішків (карманів) у жінок. Ці кармани є найбільш нижнімим точками внутрішньоочеревинної порожнини. Щоб досягти більшої чутливості, поверніть зонд на 90 градусів за годинниковою стрілкою в сагітальній орієнтації, щоб найкраще оцінити мішок (карман) Дугласа та міхурово-матковий мішок (карман) у жінок.

### Торакальная проекция
Коли пацієнт лежить на спині, розташуйте датчик у поздовжньому напрямку вздовж середньоключичної лінії в третьому-четвертому міжребер'ї (у вертикальному положенні пацієнта перше чи друге міжребер'я є більш чутливими). Це крайня передня частина грудної порожнини, де накопичується вільне повітря у вигляді пневмотораксу. У нормі вісцеральна та парієтальна плеври рухаються одна проти одної, створюючи артефакт ковзання, відомий як ознака «маршування мурашок» (англ. “ants marching”). Відсутність цього руху вказує на порушення між серозними оболонками через наявність повітря. Наявність артефактів хвоста комети та В-ліній вказує на відсутність пневмотораксу.

Якщо візуалізація у B-режимі є сумнівною щодо ковзання легенів, перейдіть на M-режим. Отримане гетерогенне зображення в градаціях сірого матиме чіткий інтерфейс на рівні плеври. Нормальне ковзання легень створює зернистий артефакт під плевральною лінією, відомий як ознака «піщаного пляжу» або «берега моря». У разі пневмотораксу на отриманому однорідному зображенні відсутній цей зернистий артефакт, відомий як «штрих-код» або знак «стратосфери». Подібним чином наявність ознаки легеневої точки є практично патогномонічним для пневмотораксу. Численні дослідження показали, що ультразвукове дослідження є набагато більш чутливим, ніж звичайна рентгенографія та фізикальне обстеження, для діагностики пневмотораксу з точністю 99%
- УЗ-обстеження в правому верхньому квадранті. Рідина не виявляється, FAST - негативний
- УЗ-обстеження в лівому верхньому квадранті. Рідина не виявляється, FAST - негативний

## Ускладнення
Немає відомих ускладнень від проведення діагностики по протоколу eFAST. Однак сам метод УЗД має ряд обмежень. Він має лише 85% чутливості, для виявлення якого потрібна присутність понад 150–200 см3 внутрішньоочеревинної рідини. Послідовні дослідження FAST можуть допомогти запобігти хибнонегативним дослідженням. Інші хибнонегативні результати включають пацієнтів із відстроченими проявами, у яких крововилив згустився, що спричинило змішану ехогенність, а не анехогенний або чорний вигляд свіжої крові чи рідини. 
Хибнопозитивні результати включають асцит, перитонеальний діалізат, розрив кісти яєчника та розрив позаматкової вагітності. Крім того, ультразвукове дослідження не дозволяє розрізнити кров і сечу при важкій травмі таза та не може оцінити заочеревинні кровотечі.
Найважливіше те, що отримання та інтерпретація ультразвукового зображення обмежується досвідом виконавця; габітусом тіла хворого; наявністю кишкових газів, пневмоперитонеуму або пневмомедіастинуму. У цих ситуаціях виправдані серійні обстеження eFAST і розширена візуалізація на основі гемодинамічного статусу пацієнта.